# Jugoslávská mužská volejbalová reprezentace
Jugoslávská volejbalová reprezentace mužů reprezentuje Jugoslávii na mezinárodních volejbalových akcích, jako je mistrovství světa nebo mistrovství Evropy.

## Mistrovství světa
| Rok/pořádající země   | Účast                           |
| --------------------- | ------------------------------- |
| MS 1949 ČSR           | Bez účasti                      |
| MS 1952 Sovětský svaz | Bez účasti                      |
| MS 1956 Francie       | 10. místo                       |
| MS 1960 Brazílie      | Bez účasti                      |
| MS 1962 Sovětský svaz | 8. místo                        |
| MS 1966 ČSSR          | 8. místo                        |
| MS 1970 Bulharsko     | 10. místo                       |
| MS 1974 Mexiko        | Bez účasti                      |
| MS 1978 Itálie        | Bez účasti                      |
| MS 1982 Argentina     | Bez účasti                      |
| MS 1986 Francie       | Bez účasti                      |
| MS 1990 Brazílie      | Bez účasti                      |
| MS 1994 Řecko         | Bez účasti                      |
| MS 1998 Japonsko      | Stříbrná medaile                |
| MS 2002 Argentina     | 4. místo                        |
| Celkem                | Účast – 6× · – 0× · – 1× · – 0× |

## Mistrovství Evropy
| Rok/pořádající země | Účast                            |
| ------------------- | -------------------------------- |
| ME 1948 Itálie      | Bez účasti                       |
| ME 1950 Bulharsko   | Bez účasti                       |
| ME 1951 Francie     | 5. místo                         |
| ME 1955 Rumunsko    | 5. místo                         |
| ME 1958 ČSR         | 7. místo                         |
| ME 1963 Rumunsko    | 7. místo                         |
| ME 1967 Turecko     | 7. místo                         |
| ME 1971 Itálie      | 11. místo                        |
| ME 1975 Jugoslávie  | Bronzová medaile                 |
| ME 1977 Finsko      | 7. místo                         |
| ME 1979 Francie     | Bronzová medaile                 |
| ME 1981 Bulharsko   | 11. místo                        |
| ME 1983 NDR         | Bez účasti                       |
| ME 1985 Nizozemsko  | 11. místo                        |
| ME 1987 Belgie      | 8. místo                         |
| ME 1989 Švédsko     | 8. místo                         |
| ME 1991 Německo     | 6. místo                         |
| ME 1993 Finsko      | Bez účasti                       |
| ME 1995 Řecko       | Bronzová medaile                 |
| ME 1997 Nizozemsko  | Stříbrná medaile                 |
| ME 1999 Rakousko    | Bronzová medaile                 |
| ME 2001 Česko       | Zlatá medaile                    |
| ME 2003 Německo     | 4. místo                         |
| Celkem              | Účast – 19× · – 1× · – 1× · – 4× |

## Olympijské hry
| Rok/pořádající země  | Účast                           |
| -------------------- | ------------------------------- |
| LOH 1964 Tokio       | Bez účasti                      |
| LOH 1968 Mexico City | Bez účasti                      |
| LOH 1972 Mnichov     | Bez účasti                      |
| LOH 1976 Montreal    | Bez účasti                      |
| LOH 1980 Moskva      | 6. místo                        |
| LOH 1984 Los Angeles | Bez účasti                      |
| LOH 1988 Soul        | Bez účasti                      |
| LOH 1992 Barcelona   | Bez účasti                      |
| LOH 1996 Atlanta     | Bronzová medaile                |
| LOH 2000 Sydney      | Zlatá medaile                   |
| Celkem               | Účast – 3× · – 1× · – 0× · – 1× |